# Nyang Mangpoje Shangnang
Nyang Mangpoje Shangnang (tibétain : མྱང་མང་བོ་རྗེ་ཞང་སྣང་, Wylie : myang mang po rje zhang snang) est un homme politique et un officier de l'Empire du Tibet.  Il est lönchen (བློན་ཆེན་, blon chen, lönchen, chancelier du Tibet) sous le règne de Songtsen Gampo. 